# بوب جيتر
بوب جيتر (بالإنجليزية: Bob Jeter) هو لاعب كرة قدم أمريكية أمريكي، ولد في 9 مايو 1937 في يونيون في الولايات المتحدة، وتوفي في 20 نوفمبر 2008 في شيكاغو في الولايات المتحدة بسبب نوبة قلبية.

## وصلات خارجية
- بوب جيتر على موقع مرجع كرة القدم المحترفة.كوم (الإنجليزية)